# دیتامیشن
دیتامیشن (به انگلیسی: Datamation) یک نشریه رایانه‌ای است که طی سال‌های ۱۹۵۷ تا ۱۹۹۸ به صورت چاپی در ایالات متحده منتشر می‌شد. اما از آن پس تا کنون، انتشار نشریه به صورت چاپ‌شده متوقف شد و در عوض به صورت آنلاین و از طریق اینترنت ادامه یافت. امروزه دیتامیشن در مالکیت کوئین‌استریت قرار دارد و به صورت یک نشریه آنلاین در وب‌سایت Datamation.com منتشر می‌شود. وقتی که اولین بار دیتامیشن در سال ۱۹۵۷ کار خود را آغاز کرد، بنا به اندک بودن تعداد رایانه‌ها در آن زمان، معلوم نبود که آیا یک نشریه رایانه‌ای از نظر فروش موفق خواهد بود یا نه. ایده نشریه از سوی دونالد پرل مطرح شد که نائب‌رئیس Application Engineering در یک شرکت داد و ستدی در لس آنجلس بود. در سال ۱۹۵۷، تنها جایی که او می‌توانست برای شرکتش تبلیغات کند ساینتیفیک امریکن یا بیزینس ویک بودند. پرل ایده مجله را با جان دیبولد در میان گذاشت که او قبلاً مجله AUTOMATION را بنیان نهاده بود و این نام الهام‌بخش نام DATAMATION شد. انتشارات تامسون در شیکاگو کار چاپ و انتشار نشریه را پذیرفت.
در سال ۱۹۹۸، وقتی که ناشر این مجله، Reed Business Information پس از ۴۱ سال از انتشار اولین نسخه، به کار چاپ نشریه پایان داد، نسخه آنلاین نشریه در آدرس Datamation.com به کار خود ادامه داد و تبدیل به یکی از اولین نشریه‌هایی شد که تنها به صورت آنلاین منتشر می‌شدند.